# Water-polo aux Jeux olympiques de 1900
Navigation
Saint-Louis 1904

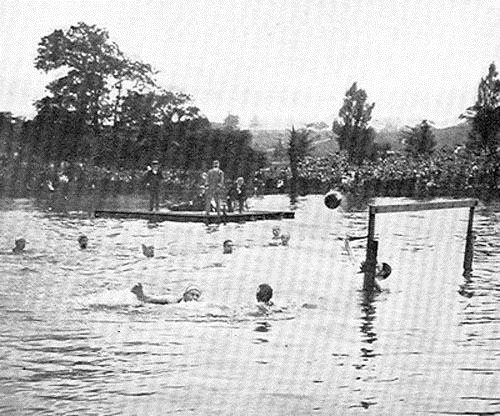
Le Water-Polo aux JO 1900.

Le water-polo fait son entrée au programme olympique à l'occasion de ces Jeux olympiques de 1900 à Paris (matchs se déroulant au bassin d'Asnières, comme les épreuves de natation).
Des équipes de club participent aux épreuves. L'Osborne Swimming Club de Manchester remporte le tournoi face au Club de natation de Bruxelles.

## Participants
| Club                                  | Pays            |
| ------------------------------------- | --------------- |
| Berliner Swimming Club                | Allemagne       |
| Brussels Swimming and Water-Polo Club | Belgique        |
| Pupilles de Neptune de Lille          | France          |
| Tritons lillois                       | France          |
| Osborne Swimming Club                 | Grande-Bretagne |

## Tournoi
|  | Premier tour        | Premier tour        |               |    | Demi-finales | Demi-finales |  |  | Finale  | Finale  |
|  | Premier tour        | Premier tour        |               |    | Demi-finales | Demi-finales |  |  | Finale  | Finale  |
|  |                     |                     |               |    |              |              |  |  |         |         |
|  | 11 août             | 11 août             |               |    | 12 août      | 12 août      |  |  | 12 août | 12 août |
|  | 11 août             | 11 août             |               |    | 12 août      | 12 août      |  |  | 12 août | 12 août |
|  | Osborne SC          | 12                  |               |    | 12 août      | 12 août      |  |  | 12 août | 12 août |
|  | Osborne SC          | 12                  |               |    | 12 août      | 12 août      |  |  | 12 août | 12 août |
|  | Tritons de Lille    | 0                   |               |    | 12 août      | 12 août      |  |  | 12 août | 12 août |
|  | Tritons de Lille    | 0                   | Osborne SC    | 10 |              |              |  |  | 12 août | 12 août |
|  |                     |                     | Osborne SC    | 10 |              |              |  |  | 12 août | 12 août |
|  |                     | PN Lille #2         | 1             |    |              |              |  |  | 12 août | 12 août |
|  | PN Lille #2         | PN Lille #2         | 1             | 3  |              |              |  |  | 12 août | 12 août |
|  | PN Lille #2         |                     |               | 3  |              |              |  |  | 12 août | 12 août |
|  | Berlin SC           | 2                   |               |    |              |              |  |  | 12 août | 12 août |
|  | Berlin SC           | 2                   | Osborne SC    | 7  |              |              |  |  |         |         |
|  | 11 août             |                     | Osborne SC    | 7  |              |              |  |  |         |         |
|  |                     | Bruxelles SWC       | 2             |    |              |              |  |  |         |         |
|  | Bruxelles SWC       | Bruxelles SWC       | 2             | 2  |              |              |  |  |         |         |
|  | Bruxelles SWC       | 12 août             |               | 2  |              |              |  |  |         |         |
|  | PN Lille #1         | 0                   |               |    |              |              |  |  |         |         |
|  | PN Lille #1         | 0                   | Bruxelles SWC | 5  |              |              |  |  |         |         |
|  | 11 août             |                     | Bruxelles SWC | 5  |              |              |  |  |         |         |
|  |                     | Libellules de Paris | 1             |    |              |              |  |  |         |         |
|  | Libellules de Paris | Libellules de Paris | 1             | Q. |              |              |  |  |         |         |
|  | Libellules de Paris |                     |               | Q. |              |              |  |  |         |         |
|  |                     |                     |               |    |              |              |  |  |         |         |
|  |                     |                     |               |    |              |              |  |  |         |         |

## Résultats

### Podium
| Épreuves | Or                               | Argent                                         | Bronze                                                 |
| -------- | -------------------------------- | ---------------------------------------------- | ------------------------------------------------------ |
| Hommes   | Osborne SC Osborne Swimming Club | Belgique Brussels Swimming and Water-Polo Club | Libellule de Paris France Pupilles de Neptune de Lille |

### Médaillés

#### Équipe de Manchester
Arthur Robinson , Thomas Coe , Eric Robinson , Peter Kemp , George Wilkinson , John Derbyshire , William Lister , William Henry , Robert Crawshaw , John Jarvis , F. Stapleton , Victor Lindberg .

#### Équipe de Bruxelles
Albert Michant, Fernand Feyaerts, Henri Cohen, Victor De Behr, Oscar Grégoire, Victor Sonnemans, Jean De Backer, Guillaume Séron, Georges Romas, A. R. Upton.

#### Équipe de Paris
Henri Peslier  Thomas William Burgess  Alphonse Decuyper  Auguste Pesloy  Paul Vasseur  Jules Clévenot  Louis Laufray  Marcel Devenot .

#### Équipe de Lille
Louis Martin, Eugène Coulon, Bénoni Fardel, Eugène Favier, René Leriche, Charles Treffel, Désiré Merchez, Pierre Gellé, Auguste Camelin, Kléber Fiolet, Louis Marc.